# Перельштейн, Шломо
Шломо Перельштейн (ивр. שלמה פרלשטיין‎; 2 сентября 1902 года, Пшемысль, Галиция, Австро-Венгрия — 19 апреля 1979 года, Израиль) — израильский политик, депутат кнессета от партии Общих сионистов, Либеральной партии, а затем от блока «ГАХАЛ».

## Биография
Родился 2 сентября 1902 года в городе Пшемысль, который тогда находился под контролем Австро-Венгрии (ныне Польша). Родился в еврейской семье Шоела и Иохаведы Перельштейн. В 1904 году семья переехала в Баден (под Веной), где он учился в школе и в гимназии.
В 1930 году умирает его отец, а через год и мать. В 1933 году он репатриировался в Палестину и открыл гостиницу на улице Бен-Иехуда в Тель-Авиве. В 1940 году Перельштейн возглавил отдел гостиниц в «Общем объединении торговли», а через два возглавил это объединение.
После основания государства Израиль баллотировался в кнессет 1-го созыва от партии Общих сионистов, однако в кнессет не попал, так как партия получила не много мест в парламенте, а Перельштейн находился не на первых местах списка. Тогда он был избран в городской муниципалитет Тель-Авива.
В 1951 году был избран в кнессет 2-го созыва, работал в комиссии по труду, финансовой комиссии, комиссии по экономике и комиссии по внутренним делам. Переизбирался в кнессет 3-го созыва (1955) вошел в комиссию по экономике, комиссии по внутренним делам и комиссии по труду. Кроме того, стал членом подкомиссии по вопросу обнаружения подслушивающих устройств и партийных секретных служб.
В кнессет 5-го созыва был избран от Либеральной партии, в ходе работы парламента эта партия стала частью блока «ГАХАЛ», от которого Перельштейн был избран в кнессет 6-го созыва. Работал в финансовой комиссии (5-6 созыв) и в домашней комиссии кнессета (5 созыв).
Он умер в 1979 году в возрасте 76 лет.